# Babin (powiat słupecki)
Babin – wieś w Polsce położona w województwie wielkopolskim, w powiecie słupeckim, w gminie Strzałkowo.
W latach 1975–1998 miejscowość należała administracyjnie do województwa konińskiego.
We wsi znajduje się zabytkowy park dworski z 2 poł. XIX, nr rej.: 424/166 z 4.09.1989 r.